# Pentaacetyl-α-D-glucose
Pentaacetyl-α-D-glucose (auch α-D-(+)-Glucosepentaacetat) ist eine chemische Verbindung aus der Gruppe der Monosaccharide. Auf der menschlichen Zunge erzeugt α-D-(+)-Glucosepentaacetat einen Bittergeschmack. α-D-(+)-Glucosepentaacetat verstärkt in Betazellen die Ausschüttung von Insulin.

## Gewinnung und Darstellung
Die Herstellung erfolgt aus wasserfreier α-D-(+)-Glucose in Acetanhydrid in Anwesenheit von Zinkchlorid. Statt Zinkchlorid kann auch Pyridin als Katalysator verwendet werden, auch geringste Mengen von Schwefelsäure oder Perchlorsäure führen zum Ziel. Besonders vorteilhaft ist aus Sicht der Reinigung des Produktes die Verwendung von Perchlorsäure.